# Ronde van Italië 2012/Tiende etappe
De tiende etappe van de Ronde van Italië 2012 werd verreden op 15 mei van Civitavecchia naar Assisi. Het is een heuvelrit over een afstand van 187 km.

## Verloop
Een vluchtersgroep van vijf met de Fransman Guillaume Bonnafond, de Spanjaard Miguel Minguez, de Italiaan Francesco Failli, de Oostenrijker Matthias Brändle en de Nederlander Martijn Keizer ontsnapte al na 11 kilometer, maar kreeg nooit meer dan een viertal minuten.
Het voltallig peloton bereikte de hellende steegjes van Assisi met stukken aan 15 procent. Aanvankelijk raakte niemand weg tot de Nederlander Tom-Jelte Slagter wegschoot en Joaquim Rodríguez meeging. Uiteindelijk kon niemand hem meer bijbenen en hij haalde overtuigend de zege. Hij greep meteen ook de roze trui. Fränk Schleck was de verliezer van de dag: hij verloor 1'25" op de winnaar.

## Etappe-uitslag
| Plaats  | Naam               | Ploeg                   | Tijd     |
| ------- | ------------------ | ----------------------- | -------- |
| Winnaar | Joaquim Rodríguez  | Team Katjoesja          | 4u25'05" |
| 2       | Bartosz Huzarski   | Team NetApp             | +2"      |
| 3       | Giovanni Visconti  | Team Movistar           | z.t.     |
| 4       | Domenico Pozzovivo | Colnago-CSF Inox        | +6"      |
| 5       | John Gadret        | AG2R-La Mondiale        | z.t.     |
| 6       | Ryder Hesjedal     | Team Garmin-Barracuda   | z.t.     |
| 7       | Tom Slagter        | Rabobank                | z.t.     |
| 8       | Dario Cataldo      | Omega Pharma-Quick Step | z.t.     |
| 9       | Roman Kreuziger    | Astana Pro Team         | z.t.     |
| 10      | Rigoberto Urán     | Sky ProCycling          | z.t.     |
|         |                    |                         |          |
| 29      | Serge Pauwels      | Omega Pharma-Quick Step | +23"     |

## Klassementen
| Algemeen klassement |                    |                         |           |
| Plaats              | Naam               | Ploeg                   | Tijd      |
| Roze trui           | Joaquim Rodríguez  | Team Katjoesja          | 40u27'34" |
| 2                   | Ryder Hesjedal     | Team Garmin-Barracuda   | +17"      |
| 3                   | Paolo Tiralongo    | Astana Pro Team         | +32"      |
| 4                   | Roman Kreuziger    | Astana Pro Team         | +52"      |
| 5                   | Beñat Intxausti    | Team Movistar           | z.t.      |
| 6                   | Ivan Basso         | Liquigas-Cannondale     | +57"      |
| 7                   | Damiano Caruso     | Liquigas-Cannondale     | +1'02"    |
| 8                   | Dario Cataldo      | Omega Pharma-Quick Step | +1'03"    |
| 9                   | Eros Capecchi      | Liquigas-Cannondale     | +1'09"    |
| 10                  | Rigoberto Urán     | Sky ProCycling          | +1'10"    |
| 11                  | Michele Scarponi   | Lampre-ISD              | +1'11"    |
| 12                  | Domenico Pozzovivo | Colnago-CSF Inox        | +1'12"    |
| 13                  | Fränk Schleck      | RadioShack-Nissan-Trek  | +1'25"    |
| 14                  | Sergio Henao       | Sky ProCycling          | +1'27"    |
| 15                  | Damiano Cunego     | Lampre-ISD              | +1'37"    |
| 16                  | Bartosz Huzarski   | Team NetApp             | +1'48"    |
| 17                  | Sergio Pardilla    | Team Movistar           | +1'51"    |
| 18                  | Sylwester Szmyd    | Liquigas-Cannondale     | +1'53"    |
| 19                  | Johann Tschopp     | BMC Racing Team         | +2'02"    |
| 20                  | Peter Stetina      | Team Garmin-Barracuda   | +2'03"    |
|                     |                    |                         |           |
| 21                  | Thomas De Gendt    | Vacansoleil-DCM         | +2'05"    |
| 27                  | Tom Slagter        | Rabobank                | +2'43"    |

| Puntenklassement |                   |                 |        |
| Plaats           | Naam              | Ploeg           | Punten |
| Rode trui        | Matthew Goss      | Orica-GreenEdge | 65     |
| 2                | Mark Cavendish    | Sky ProCycling  | 62     |
| 3                | Joaquim Rodríguez | Team Katjoesja  | 55     |
|                  |                   |                 |        |
| 17               | Martijn Keizer    | Vacansoleil-DCM | 24     |
| 29               | Thomas De Gendt   | Vacansoleil-DCM | 18     |

| Bergklassement |                      |                              |        |
| Plaats         | Naam                 | Ploeg                        | Punten |
| Blauwe trui    | Miguel Ángel Rubiano | Androni Giocattoli-Venezuela | 24     |
| 2              | Michał Gołaś         | Omega Pharma-Quick Step      | 16     |
| 3              | Paolo Tiralongo      | Astana Pro Team              | 9      |
|                |                      |                              |        |
| 22             | Brian Bulgac         | Lotto-Belisol                | 2      |
| 30             | Olivier Kaisen       | Lotto-Belisol                | 1      |

| Jongerenklassement |                |                         |           |
| Plaats             | Naam           | Ploeg                   | Tijd      |
| Witte trui         | Damiano Caruso | Liquigas-Cannondale     | 40u28'36" |
| 2                  | Rigoberto Urán | Sky ProCycling          | +8"       |
| 3                  | Sergio Henao   | Sky ProCycling          | +25"      |
|                    |                |                         |           |
| 5                  | Tom Slagter    | Rabobank                | +1'41"    |
| 13                 | Julien Vermote | Omega Pharma-Quick Step | +20'52"   |

| Ploegenklassement |                     |            |
| Plaats            | Ploeg               | Tijd       |
|                   | Liquigas-Cannondale | 120u10'17" |
| 2                 | Astana Pro Team     | +1'03"     |
| 3                 | Team Movistar       | +1'32"     |

1e etappe ·
2e etappe ·
3e etappe ·
4e etappe ·
5e etappe ·
6e etappe ·
7e etappe ·
8e etappe ·
9e etappe ·
10e etappe ·
11e etappe ·
12e etappe ·
13e etappe ·
14e etappe ·
15e etappe ·
16e etappe ·
17e etappe ·
18e etappe ·
19e etappe ·
20e etappe ·
21e etappe
Startlijst · Eindstanden · Afbeeldingen